# Edmund Crouchback

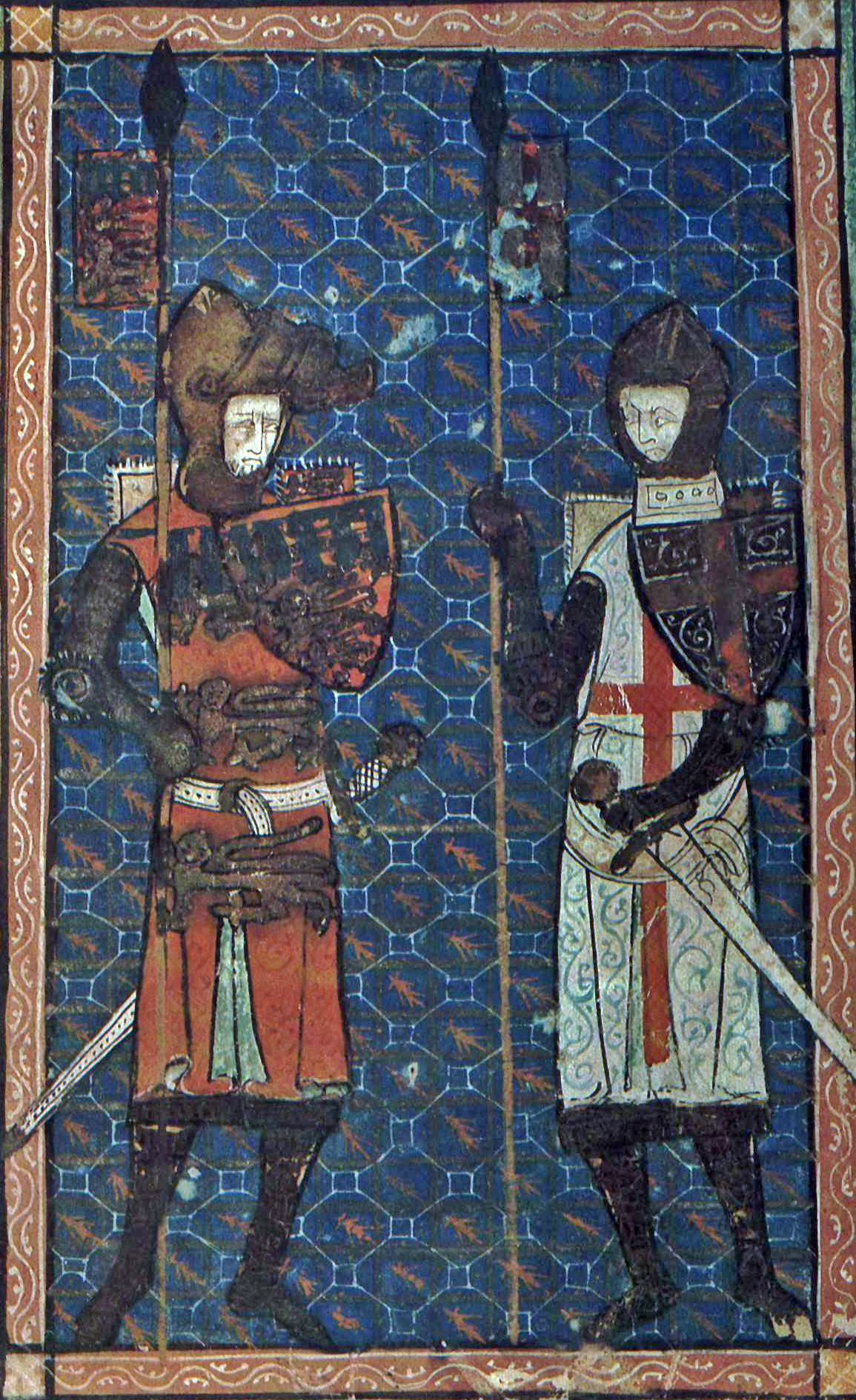
Edmund (z lewej) i święty Jerzy

Edmund Crouchback (ur. 16 stycznia 1245 w Londynie, zm. 5 czerwca 1296 w Bajonnie) – angielski książę z dynastii Plantagenetów, młodszy syn króla Henryka III i Eleonory, córki Rajmunda Berengara IV, hrabiego Prowansji. Młodszy brat króla Edwarda I.

## Życiorys
W 1254 r. na Edmunda zwrócił uwagę papież Innocenty IV, który poszukiwał kandydata na tron Sycylii na którym zasiadał walczący z papiestwem król Konrad IV Hohenstauf, a po jego śmierci jego przyrodni brat, Manfred. Henryk III z chęcią przystał na papieskie plany. Dopiero po śmierci Innocentego w grudniu 1254 r. i obiorze jego następcy, Aleksandra IV, sprawa nabrała tempa. W październiku 1255 r. Edmund otrzymał inwestyturę na Królestwo Sycylii z rąk papieskiego nuncjusza, Rostanda Massona.
Edmund królem Sycylii nigdy nie został. Jego kandydatura rozbiła się o wygórowane żądania finansowe papiestwa oraz o opór baronów w kwestii uchwalenia nowych podatków. W efekcie 18 grudnia 1258 r. papież wydał bullę, która cofnęła nadanie Edmundowi Królestwa Sycylii. Steven Runciman tak napisał o tych wydarzeniach: Gdyby Henryk i papież Aleksander byli zdolniejszymi politykami i umiejętniej egzekwowali posłuszeństwo swych poddanych, mogliby osiągnąć swój cel. Dla Sycylii fortunniejszy byłby związek z daleką koroną Anglii niż z Francją, zwłaszcza że książę Edmund wyrósł na inteligentnego młodzieńca o otwartym sercu i jego wasale darzyli go prawdziwym przywiązaniem; okazałby się zapewne dobrym królem i założyłby dynastię szczerze oddaną interesom sycylijskich poddanych. Los jednak oszczędził mu meandrów śródziemnomorskiej polityki i Edmund był niewątpliwie szczęśliwszy jako hrabia Lancaster, niż gdyby był królem Sycylii.

Herb Edmunda, hrabiego Lancaster

W 1264 r. Edmund został lordem strażnikiem Pięciu Portów. 26 października 1265 r. ojciec nadał mu tytuł hrabiego Leicester. W tym samym roku książę został Lordem Wielkim Stewardem. 30 czerwca 1267 r. został 1. hrabią Lancaster. Otrzymał również skonfiskowane ziemie Nicholasa de Segrave'a.
W 1271 r. książę towarzyszył swojemu starszemu bratu Edwardowi w wyprawie krzyżowej do Ziemi Świętej. Niektórzy historycy, w tym autorzy Encyclopedia Britannica, uważają, że od udziału w tej wyprawie wziął się przydomek księcia, „Crouchback”, który jest tłumaczony jako „cross back”, co ma być nawiązaniem do czerwonego krzyża noszonego przez krzyżowców.
8 kwietnia 1269 w opactwie westminsterskim Edmund poślubił Aveline de Forz (20 stycznia 1259 – 10 listopada 1274), córkę Williama de Forz, hrabiego Aumale, i Isabel de Reviers, córki 6. hrabiego Devon. Aveline zmarła cztery lata po ślubie. Małżonkowie nie mieli razem dzieci, aczkolwiek niektóre źródła podają, że zmarła podczas porodu.
Drugą żoną Lancastera została Blanka d’Artois (ok. 1248 – 2 maja 1300), wdowa po królu Nawarry Henryku I, córka Roberta I, hrabiego Artois, i Matyldy, córki Henryka II, księcia Brabancji. Edmund i Blanka mieli razem trzech synów i jedną córkę:
- Tomasz Plantagenet (ok. 1278 – 22 marca 1322), 2. hrabia Lancaster
- Henryk Plantagenet (1281 – 25 marca 1345), 3. hrabia Lancaster
- Jan Plantagenet (ok. 1282 – 1327), lord Beaufort
- Maria Plantagenet (ok. 1284 – ok. 1289)

Lancaster zmarł w 1296 r. w wieku 51 lat. Został pochowany w opactwie westminsterskim 15 lipca 1296 r.